# Пулка (нарти)

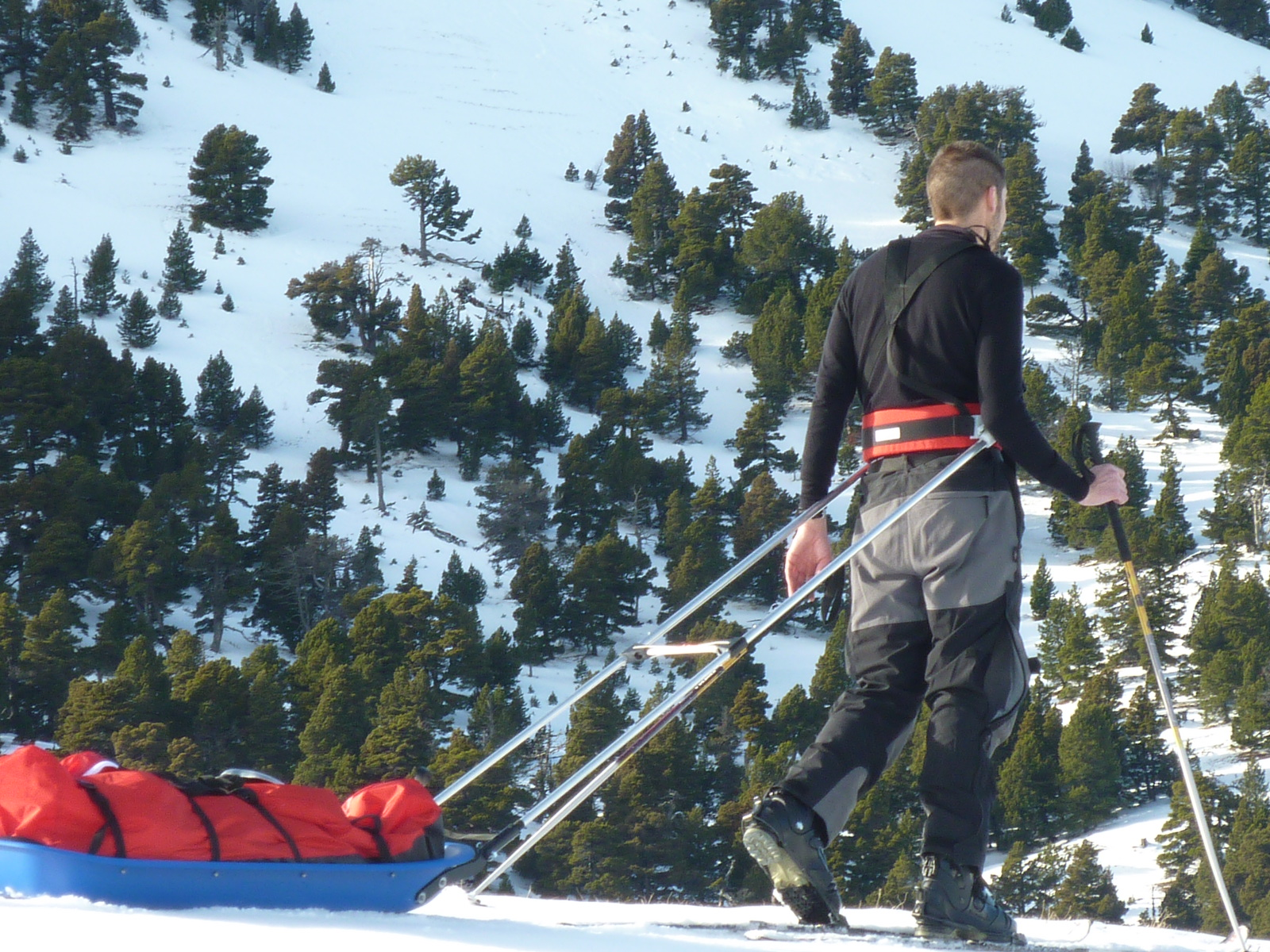
Лижник, що буксирує пулку в горах Веркора (Франція)

Пу́лка (фін. pulkka) — різновид нарт або легких саней, пристосованих для перевезення невеликого вантажу людиною або твариною (частіше собакою) у подорожах та у спорті. Існують експедиційні, туристичні пулки, пулки для прогулянок та пікніків, пулки для катання дітей. Також спеціальні пулки використовуються рятувальними загонами для транспортування вантажів та постраждалих у місцях, недоступних для транспорту. Бувають «літні» пулки (на колесах) та «зимові», лижні.

## Пулка для спорту

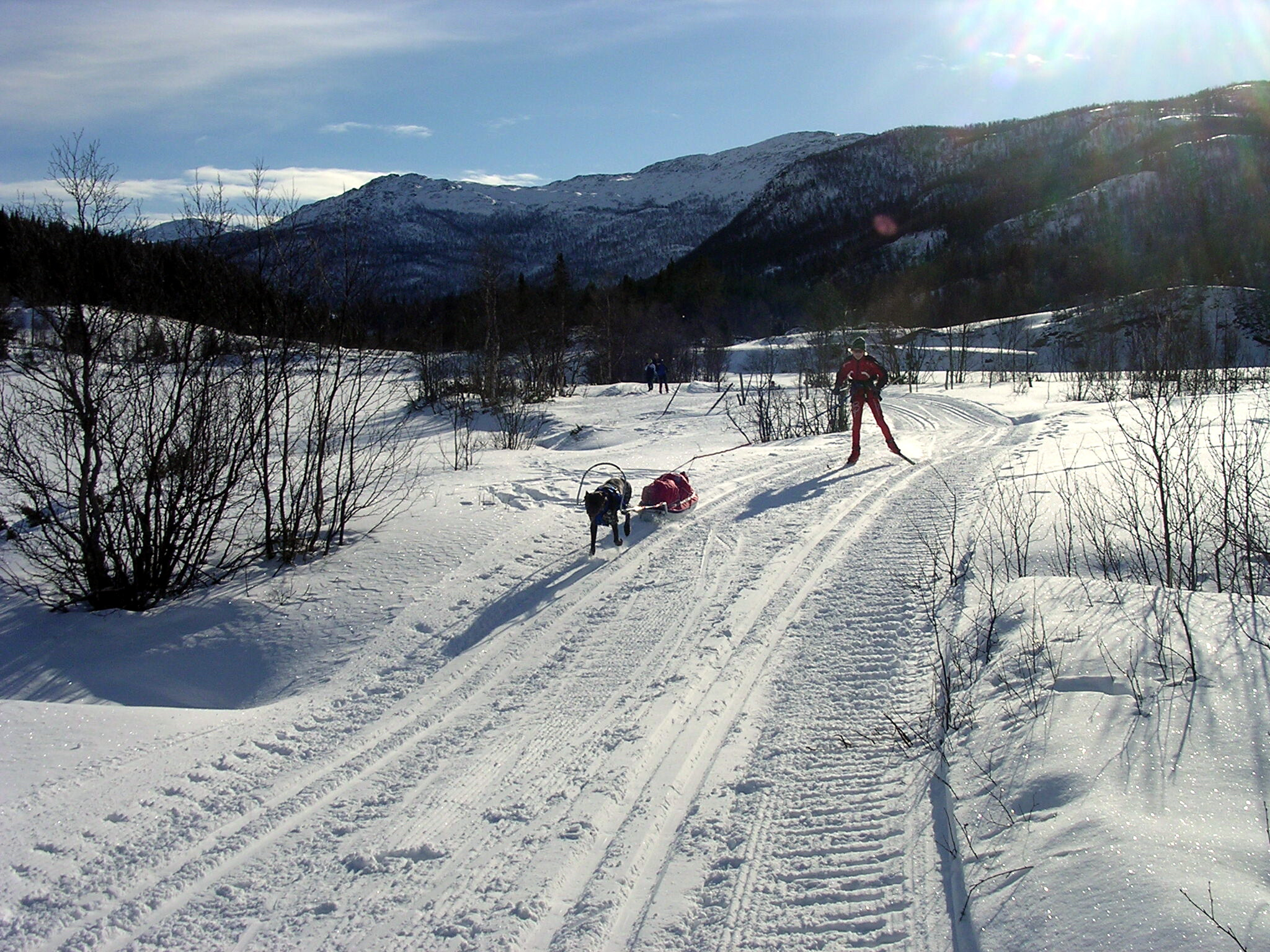
Собака буксирує пулку та лижника

Пулка — друга назва зимового виду їздового спорту скі-пулінгу (скіпулінгу). Пулка впрягається між лижником та собакою і складається з легкого та міцного пластикового корпусу з полозами. Вона з'єднується двома жорсткими оглоблями із упряжжю собак і пристібається шнуром до поясного ременя гонщика.
Дуга і оглоблі необхідні для того, щоб виключити можливість травмування собак санями, що наїхали позаду. Для 3-4 собак пулка обов'язково забезпечується гальмом. Решта спорядження (шлейка, пояс і потяг) мало відрізняються від екіпіровки для скіджорингу.
Назва «Пулка» стосовна і до дитячих пластикових саней без полозів, і до мисливських (рибальських) волокуш.